# Koungourien
Stratigraphie
Artinskien Roadien
Guadalupien
À l'échelle des temps géologiques, le Koungourien est un étage du Permien. C'est le dernier ou le plus récent des quatre subdivisions de l'époque du Cisuralien. Le Koungourien a eu lieu il y a entre 283,5 ± 0,6 et 273,01 ± 0,14 millions d'années (Ma). Il est précédé par l'Artinskien et suivi par le Roadien,.

## Stratigraphie
Le Koungourien doit son nom à la ville russe de Koungour dans les environs de Perm. L'étage a été introduit dans la littérature scientifique par le géologue Russe Alexandr Antonovitch Stukenberg (Alexander Stuckenberg) en 1890.
| Période     | Époque        | Étage         | Âge (Ma)       |
| ----------- | ------------- | ------------- | -------------- |
| Trias       | inférieur     | Induen        | plus récent    |
| Permien     | Lopingien     | Changhsingien | 251,902–254,14 |
| Permien     | Lopingien     | Wuchiapingien | 254,14–259,51  |
| Permien     | Guadalupien   | Capitanien    | 259,51–264,28  |
| Permien     | Guadalupien   | Wordien       | 264,28–266,9   |
| Permien     | Guadalupien   | Roadien       | 266,9–273,01   |
| Permien     | Cisuralien    | Koungourien   | 273,01–        |
| Permien     | Cisuralien    | Artinskien    | –290,1         |
| Permien     | Cisuralien    | Sakmarien     | 290,1–293,52   |
| Permien     | Cisuralien    | Assélien      | 293,52–298,9   |
| Carbonifère | Pennsylvanien | Gzhélien      | plus ancien    |

Le début de l'étage est défini comme le moment de l'apparition stratigraphique de fossiles des espèces de conodontes Neostreptognathodus pnevi et Neostreptognathodus exculptus. En 2012, il n'y avait pas encore d'accord pour le point stratotypique mondial du Kungurien. La fin du Kungurien (et le début du Roadien) est définie comme le moment de l'apparition stratigraphique de fossiles de l'espèce de conodonte Jinogondolella nanginkensis.
Le Kungurien contient trois biozones de conodontes :
- zone de Neostreptognathodus sulcoplicatus ;
- zone de Neostreptognathodus prayi ;
- zone de Neostreptognathodus pnevi.

## Faune du Koungurien
Le Koungourien est le dernier étage géologique pendant lequel les faunes de vertébrés continentaux étaient dominées par des taxons qui étaient apparus pendant le Pennsylvanien ou le tout début du Permien, comme Seymouria, les ophiacodontidés et les édaphosauridés, dont on trouve les derniers fossiles pendant cet étage. La transition entre cette faune permo-carbonifère et celle du Roadien, dominée par d'autres taxons, dont les thérapsides, constitue un des plus grands renouvellements fauniques du Permien. Des  études ont placé l'extinction d'Olson juste après le Koungourien, mais des travaux plus récents indiquent seulement que cet événement d'extinction potentiel se situe autour de la limite Koungourien/Roadien,. Cependant, des données stratigraphiques plus fines suggèrent que ce même phénomène résulte d'un lent déclin sur 20 Ma qui a commencé au Sakmarian et qui pourrait s'être étendu au Roadian, même si de nombreuses lignées de synapsides sont observées pour le dernière fois dans le registre fossile au Koungourian,. Cependant, l'âge exact de ces extinctions est mal connue car une lacune interrompt le registre fossile des vertébrés continentaux vers la fin du Koungourien, du moins au Texas et en Oklahoma, deux états qui disposent d'un registre fossile inégalé de ces taxons pour le début et le milieu du Koungourien.